# Reni Erkens
Reni Erkens, née le 24 juin 1909 à Oberhausen (Rhénanie-du-Nord-Westphalie) et morte le 22 octobre 1987 à Nordhorn, est une nageuse allemande, recordwoman d'Europe ayant participé aux Jeux olympiques de 1928.

## Carrière
Reni Erkens est cinq fois championne d'Allemagne du 100 mètres nage libre de 1925 à 1930 ; elle remporte aussi le 400 mètres nage libre en 1929. Elle se classe 4e du 400 mètres nage libre en 6 min 27 s 40 aux championnats d'Europe de natation 1927 ; elle remporte le bronze avec le relais allemand du 4 × 100 mètres nage libre en 5 min 12 s 80  à ces mêmes championnats à Bologne,.
En janvier 1928, elle bat le record d'Europe du 200 mètres nage libre en 2 min 47 s 80. Elle le conserve jusqu'en mars 1930.
Elle est donc sélectionnée pour les Jeux olympiques de 1928. Elle est éliminée en série du 100 mètres nage libre avec un temps de 1 min 15 s ainsi que du 400 mètres nage libre (temps non connu). Avec le relais allemand, elle se classe 4e du 4 × 100 mètres nage libre en 5 min 14 s 40,.
Elle épouse Ernst Küppers, son coéquipier lors des Jeux de 1928. Ensemble, ils ont Ernst-Joachim Küppers né en 1942 et médaillé d'argent en relais 4 × 100 mètres quatre nages aux Jeux olympiques de 1964.